# زراعة الخلايا 3D

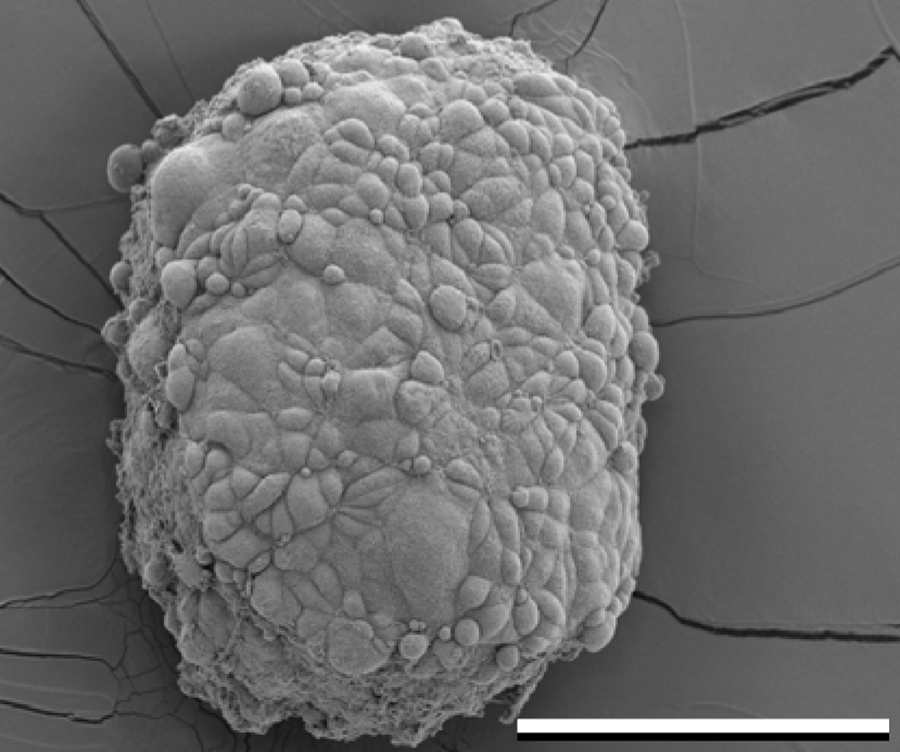

زراعة الخلايا هي عملية إنماء الخلايا المعزولة من الجسم تحت ظروف معينة مشابهة للجسم في المختبر كالرطوبة، درجة الحراة والوسط الغذائي، وقد تمت زراعة الخلايا على مر العقود في الالاف المختبرات بشكل ثنائي الأبعاد 2D على سطح مستوي كطبقه واحده (monolayer) لكن هذه التقنية غير كافية للتنبؤ بتأثير الأدوية على جسم الأنسان، ولذلك تم الآن توجيه الاهتمام في تطوير تقنية زراعة الخلايا 3D في شكل طبقات متراصه من الخلايا (3D Culture) لما لها دور فعال في تقييم الأدوية والمركبات الجديدة وتحسين كبير في فحص الأدوية القائمة على الخلية وتحديد السمية والمواد غير الفعالة في مرحلة مبكرة، فهي تتطابق شكل الخلايا في الأنسجة الحية لكي تتم دراسة التأثير بشكل صحيح وأدق في المختبر 1 (عدد).

## الطريقة
هناك عدد كبير من أدوات زراعة الخلايا 3D ويمكن تصنيفها في نوعين من أساليب تقنيات زراعة 3D
1)تقنيات سقالة و 2) تقنيات خالية من سقالة 2 (عدد).

## علم الأدوية والسموم
الغرض الرئيسي من زراعة الكروية ثلاثية الأبعاد في المختبر هو اختبار التأثيرات الدوائية من العقاقير في التجارب قبل السريرية. وقد أظهرت دراسات علم السموم زراعة خلية 3D لتكون على قدم المساواة تقريبا مع الدراسات في الجسم الحي لأغراض اختبار سمية مركبات الأدوية، عند مقارنة قيم LD50 ل 6 أدوية شائعة: أسيتامينوفين، أميودارون، ديكلوفيناك، ميتفورمين، فينفورمين، وحمض فالبرويك، ترتبط قيم كروي ثلاثية الأبعاد مباشرة مع تلك الموجودة في الدراسات المجراة. على الرغم من أن زراعة الخلية 2D قد استخدمت سابقا لاختبار السمية جنبا إلى جنب مع الدراسات في الجسم الحي، الا ان الكروية 3D أفضل في اختبار سمية التعرض المزمن بسبب طول حياتهم. 3D الكروية يجعل الخلاياتحتفظ على شعيرات الأكتين وأكثر صلة من الناحية الفسيولوجية في تنظيم الهيكل الخلوي وقطبية الخلايا وشكل الخلايا البشرية. ويسمح الترتيب ثلاثي الأبعاد للزراعة لتقديم نموذج يشبه أكثر دقة الأنسجة البشرية في الجسم الحي دون استخدام مواضيع اختبار الحيوان 3 (عدد)